# 桑原久美子
桑原 久美子（くわはら くみこ、1986年〈昭和61年〉2月7日 - ）は、日本の政治家。日本維新の会所属の元参議院議員（1期）。

## 来歴
大阪府出身。神戸女学院大学文学部総合文化学科卒業。上海交通大学へ語学留学後、2010年に上海国際博覧会大阪館通訳アテンダントを務めたほか、2012年には維新政治塾に入塾（1期生）。衆議院議員私設秘書や大分県議会議員秘書を務める。
2019年7月21日に投開票された第25回参議院議員通常選挙において比例区で日本維新の会から立候補した。同党の比例名簿内で9位となる20,721票を獲得したが、同党の比例区での当選者が5名であったことから、落選となった。
2019年11月30日、日本維新の会は2022年7月実施の第26回参議院議員通常選挙の比例区候補として桑原の擁立を発表した。しかし、2022年5月、2019年参院選での選挙運動費用収支報告書への400万円の記載ミスが明らかになり、同年6月10日に桑原は「一身上の都合」により翌月投開票の参院選での日本維新の会の公認を辞退した。
2025年6月20日に鈴木宗男が自由民主党公認で第27回参議院議員通常選挙に立候補するために辞職したことに伴い、同年7月14日に開催された中央選挙管理会において繰り上げ当選が決定し、翌15日に官報での告示と当選証書の授与により参議院議員に就任した。同日、「日本維新の会」会派に入り、経済産業委員会に配属された。
2019年選出の参議院議員の任期満了は2025年7月28日までで、桑原は第27回参議院議員通常選挙に立候補せず、かつ一度も国会に登院することなく退任する形となるため在任期間は14日間となる見通しである。在職日数により歳費として支給される約199万円に関しては、党に寄付する意向を明らかにした。維新関係者の話によると、寄付された歳費について、外部に寄付するか、党運営に充てるかなど、今後検討するという。

## 人物
結婚を機に大分県に移住した。夫は元大分県議会議員の桑原宏史。

## 選挙歴
| 当落 | 選挙                     | 執行日         | 年齢 | 選挙区       | 政党         | 得票数   | 得票率 | 定数 | 得票順位 /候補者数 | 政党内比例順位 /政党当選者数 |
| ---- | ------------------------ | -------------- | ---- | ------------ | ------------ | -------- | ------ | ---- | ------------------ | ---------------------------- |
| 繰当 | 第25回参議院議員通常選挙 | 2019年07月21日 | 33   | 参議院比例区 | 日本維新の会 | 2万721票 | ーー   | 50   | 9/14               | 9/5                          |